# Corporate governance
Corporate governance of deugdelijk (ondernemings)bestuur bekijkt hoe een onderneming goed, efficiënt en verantwoord geleid moet worden alsmede het afleggen van verantwoording over het gevoerde beleid aan belanghebbenden waaronder de eigenaren (aandeelhouders), werknemers, afnemers en de samenleving als geheel. Zie hiervoor ook het gebruik van de definitie in de Nederlandse corporate governance code.
Een goed corporate governance-beleid vertaalt de belangen van de belanghebbenden naar beleid en over de uitkomsten en toekomstverwachting wordt gerapporteerd naar de raad van commissarissen en de aandeelhoudersvergadering. Met een goed beleid worden grote fraudezaken zoals het Enron-schandaal en de problemen bij Ahold voorkomen omdat niet een select gezelschap ongezien de middelen kan toewenden voor eigen gebruik vanuit hun functie en mandaat in de organisatie.

## Regelgeving
Tegen de achtergrond van het Enron-schandaal werden op internationaal niveau en in tal van landen de afgelopen jaren regels en aanbevelingen inzake corporate governance opgesteld voor de bedrijven. In de wetgeving in de Verenigde Staten is de regelgeving vastgelegd in de Sarbanes-Oxley-wet, die bestuurders in geval van wanbeleid en het schenden van corporate governance regels persoonlijk aansprakelijk stellen.
Binnen de Europese Unie heeft de Commissie in mei 2003 een actieplan inzake Corporate Governance meegedeeld. Inhoud van dit plan is onder andere dat iedere lidstaat een referentiecode moet uitwerken waaraan de ondernemingen zich moeten houden. Indien de ondernemingen zich er niet aan houden, moeten zij uitleggen op welke punten zij hiervan afwijken en waarom. In mei 2017 werd Richtlijn 2017/828 inzake de “langetermijnbetrokkenheid van aandeelhouders” goedgekeurd.
In Nederland heeft men de code-Tabaksblat (en herzieningen) opgesteld.  De laatste versie van de Corporate Governance Code dateert van 2022. Hierin worden bestuurders verantwoordelijk gehouden voor duurzame lange termijn waardecreatie en vennootschappen dienen een beleid voor diversiteit en inclusie op te stellen voor de gehele onderneming. Daarnaast is de Code ook op andere punten geactualiseerd. Pauline van der Meer Mohr, voorzitter van de Monitoring Commissie Corporate Governance Code, maakte in het FD duidelijk dat er een strijd had plaatsgevonden tussen de 'rekkelijken' en de 'preciezen', waarbij de laatsten wilden volstaan met het Do No Harm beginsel, terwijl er ook een stroming bestaat die verder wil gaan richting Net of Max Positive dan wel een maatschappelijke zorgplicht voor de onderneming.
De Nederlandse Vereniging van Effectenbezitters (VEB) hamert structureel op de invoer van een goed corporate governance-beleid. Er zijn in Nederland slechts enkele ondernemingen die de voorschriften van de code negeren. Velen noemen als voorbeeld luxaflex-fabrikant Hunter Douglas die zijn aandeelhouders nauwelijks inspraak geeft, onder meer door het houden van de aandeelhoudersvergaderingen op de Nederlandse Antillen. Echter betreft dit een Antiliaanse N.V. dus wettelijk hoeven zij zich ook niet te houden aan de Code. Beurshandelsbedrijf Van der Moolen heeft een bestuur van slechts één persoon en een minimale raad van commissarissen.
In België gelden sedert 2004 regels voor corporate governance, met afzonderlijke codes voor wel en niet-beursgenoteerde bedrijven.